# Pazo de Oca
El pazo de Oca es un pazo señorial situado en la parroquia de Oca, perteneciente al municipio de La Estrada (provincia de Pontevedra, Galicia, España). Actualmente pertenece a la Fundación de la Casa de Medinaceli. Está declarado bien de interés cultural del patrimonio español con el código RI-51-0004571.
Se le conoce como el «Generalife del norte» o el «Versalles gallego».

## Historia y descripción
El pazo de Oca se encuentra en las Terras do Ulla, cerca de la conjunción de los ríos Boo y Mao. Se trata de una finca estructurada en tres zonas: en la primera, situada intramuros, se encuentra la casa señorial, el jardín y el huerto; en el terreno adyacente se sitúa la Iglesia de San Antonio de Padua, así como varias casas de jornaleros; más allá se halla el entorno agroforestal de la Traga de la Cerrada, la Caballeira de Ouriles y los prados de Su Batan y de los Bardoucos. La iglesia fue construida entre 1731 y 1752, posible obra del arquitecto dominico fray Manuel de los Mártires.
El origen del pazo se sitúa en el siglo XIII, aunque los edificios actuales son del XVIII, en estilo barroco, iniciativa del entonces propietario Fernando Gayoso Arias Ozores, VII Conde de Amarante y señor de Oca. En el siglo XIX se amplió el jardín, obra de François Viet, jardinero del Campo del Moro madrileño. Los jardines del pazo son uno de los mejores exponentes de la jardinería en Galicia: en el patio principal se encuentra una fuente con parterres rodeados de setos de boj, y con plantaciones de camelias, azaleas, palmeras y rododendros; en el paisaje circundante se hallan robles, castaños, nogales y abedules. En la zona abunda el agua, gracias a dos arroyos que fluyen en sendos ramales: el primero desemboca en una pradera en el límite del pazo, y el segundo forma dos grandes estanques (llamados de las Virtudes y de las Vanidades), en ángulo con el palacio y delimitados por muros de cantería coronados por almenas y bolas de granito. Entre los dos estanques hay un puente, y en el centro de uno de ellos se sitúa uno de los elementos más famosos del pazo, una isla artificial de piedra en forma de barca, plantada con hortensias y decorada con jarrones de porcelana y dos figuras de marineros con cañones.

## Galería de imágenes

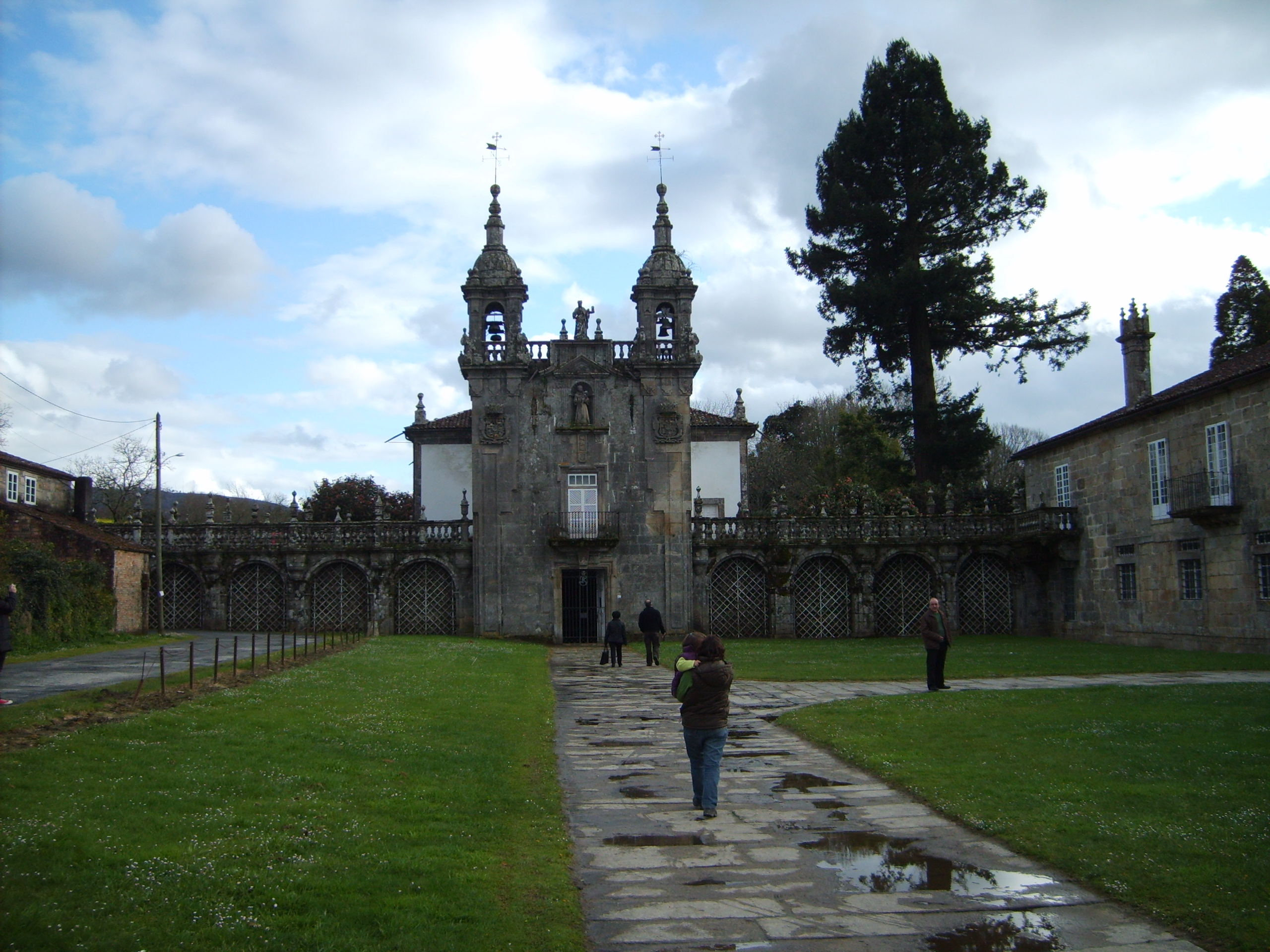
Iglesia de San Antonio de Padua.
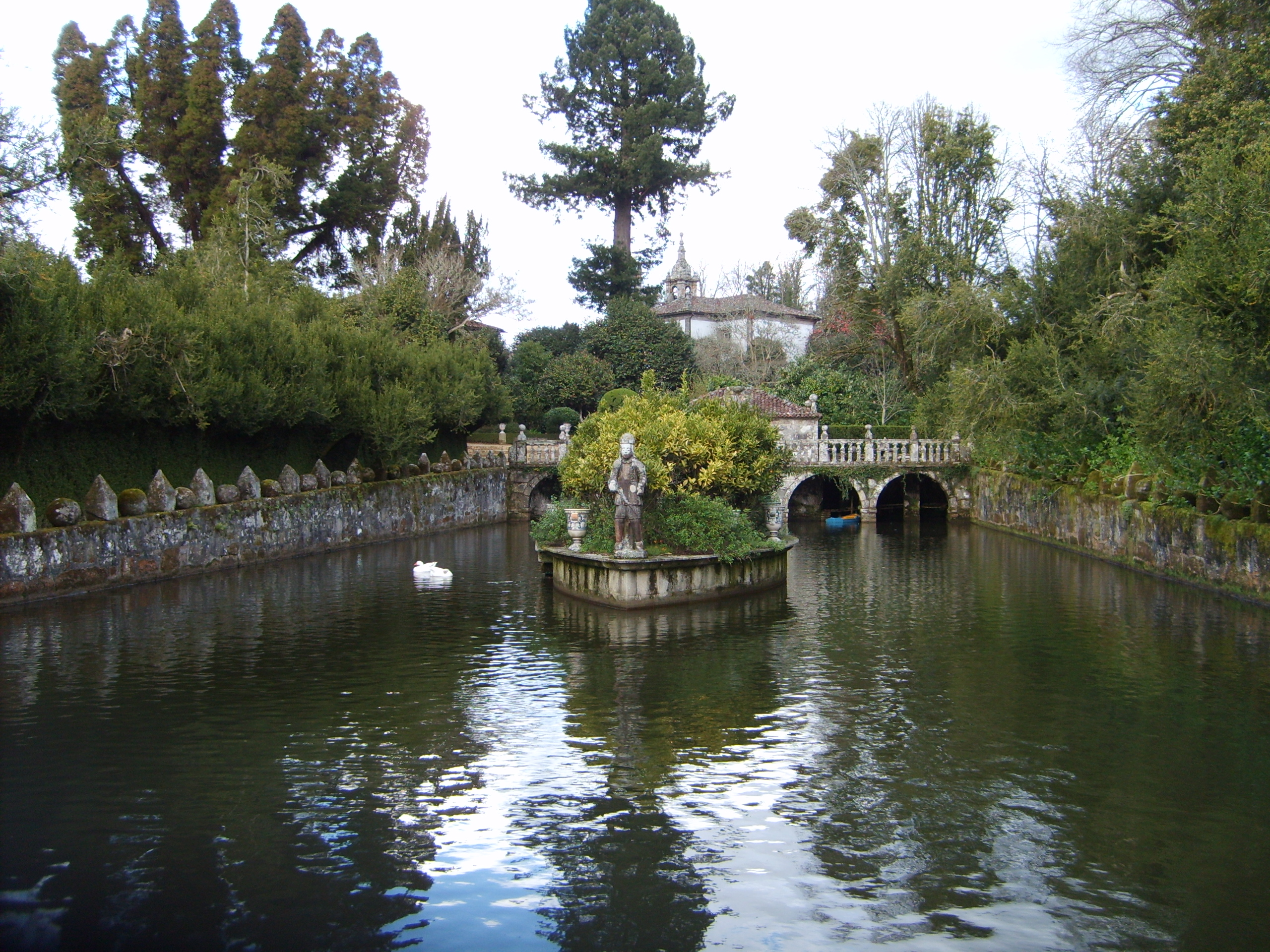
Estanque con la barca de piedra.
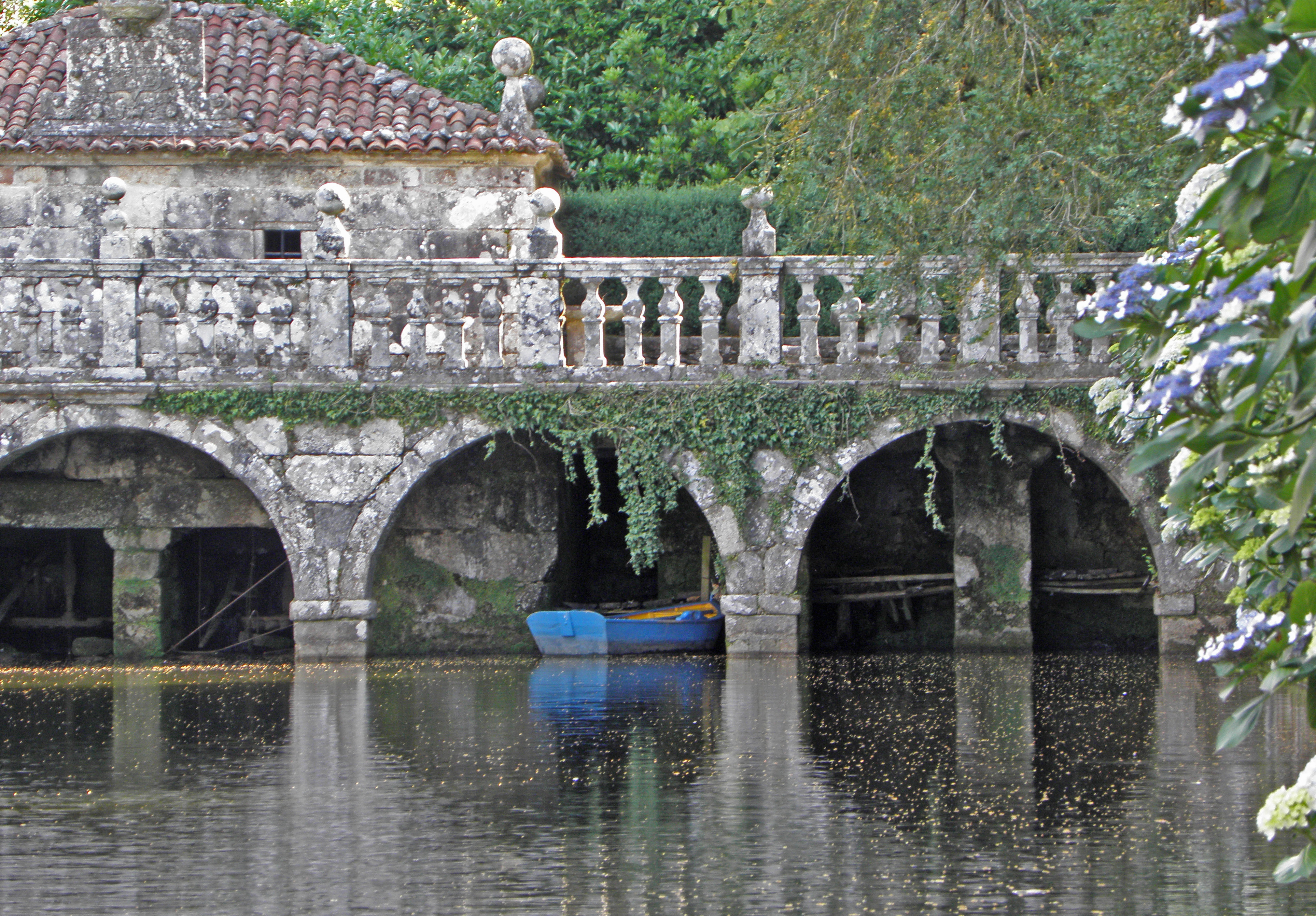
El puente.
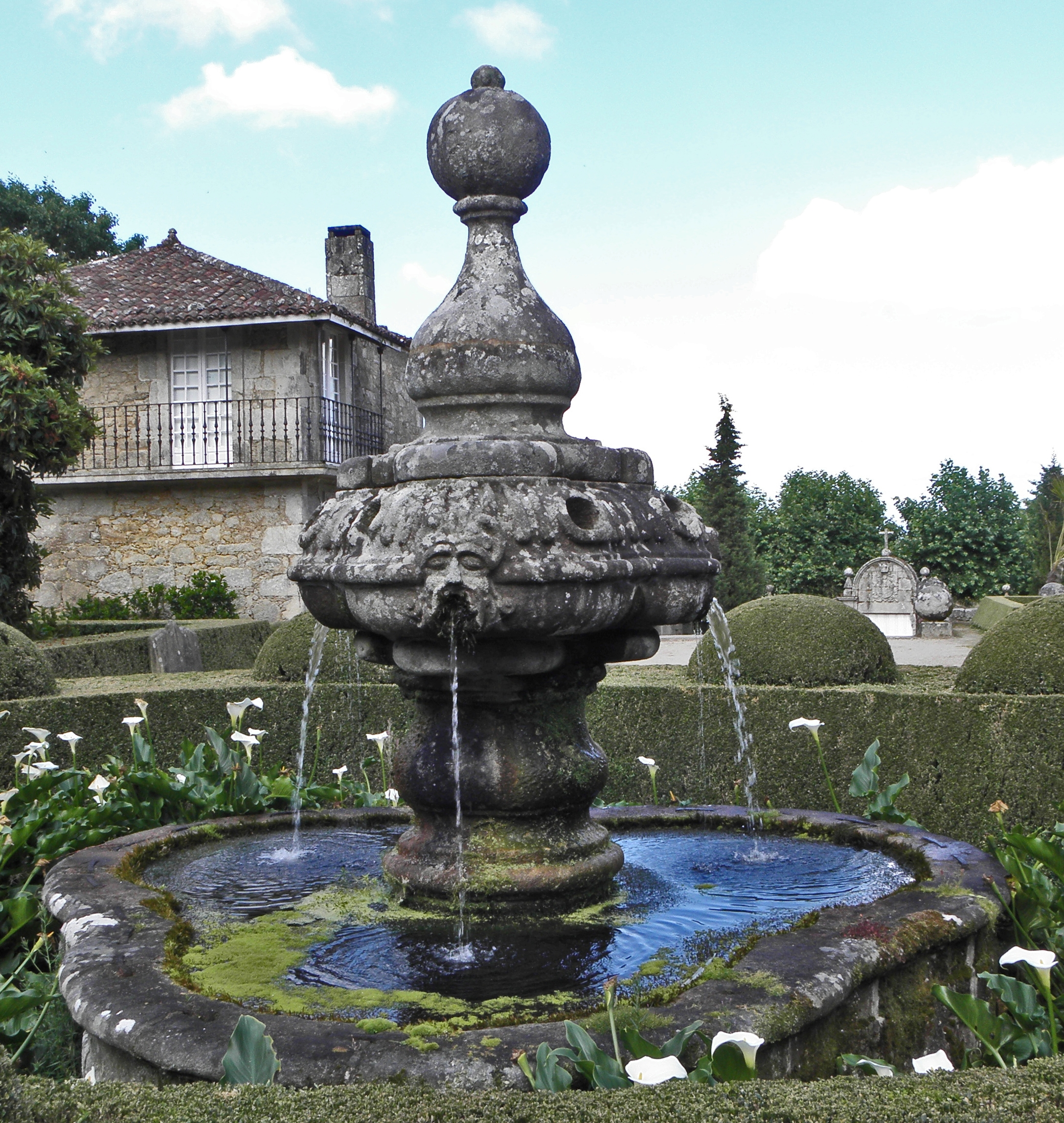
Fuente.
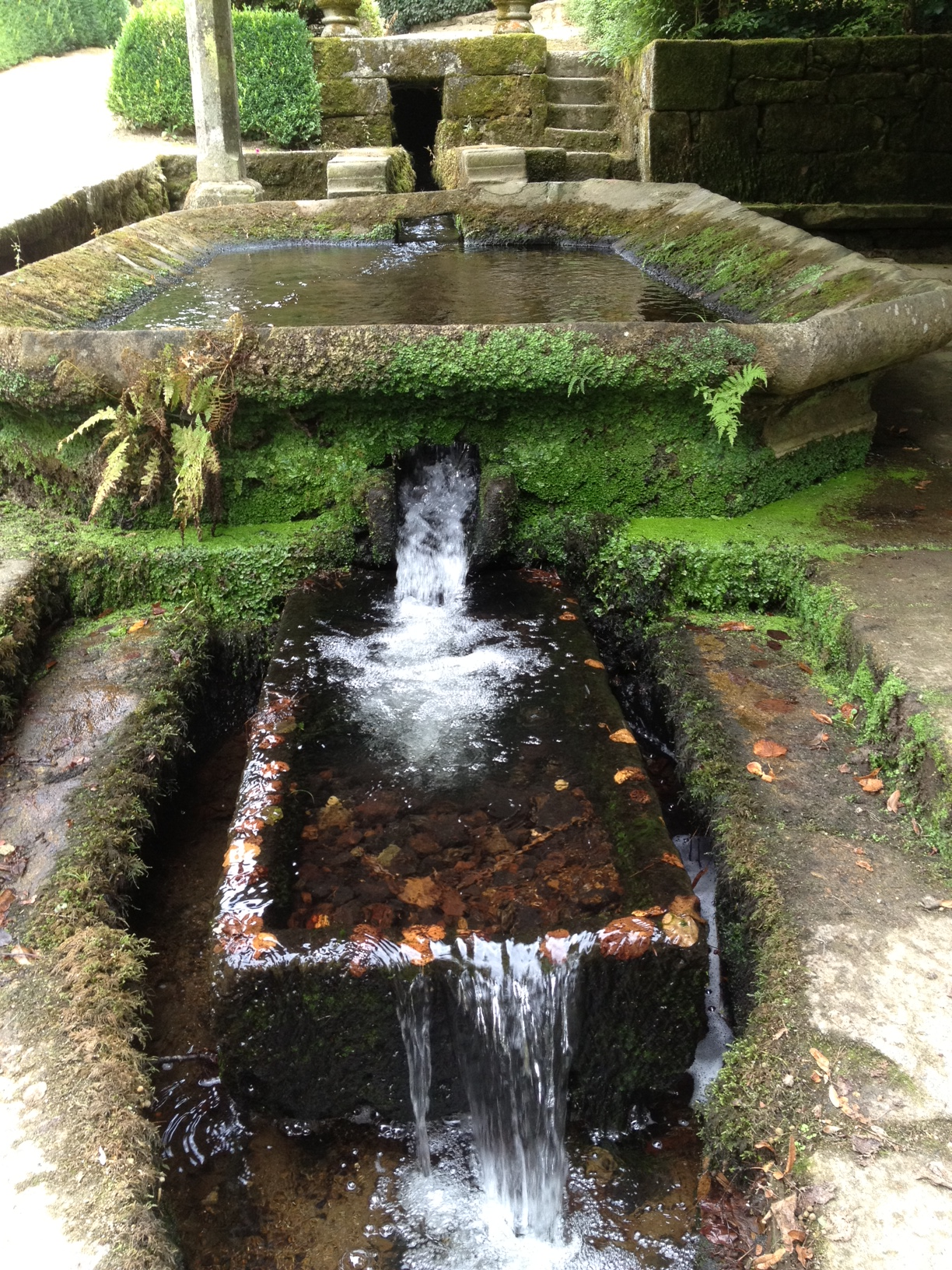
Lavadero.
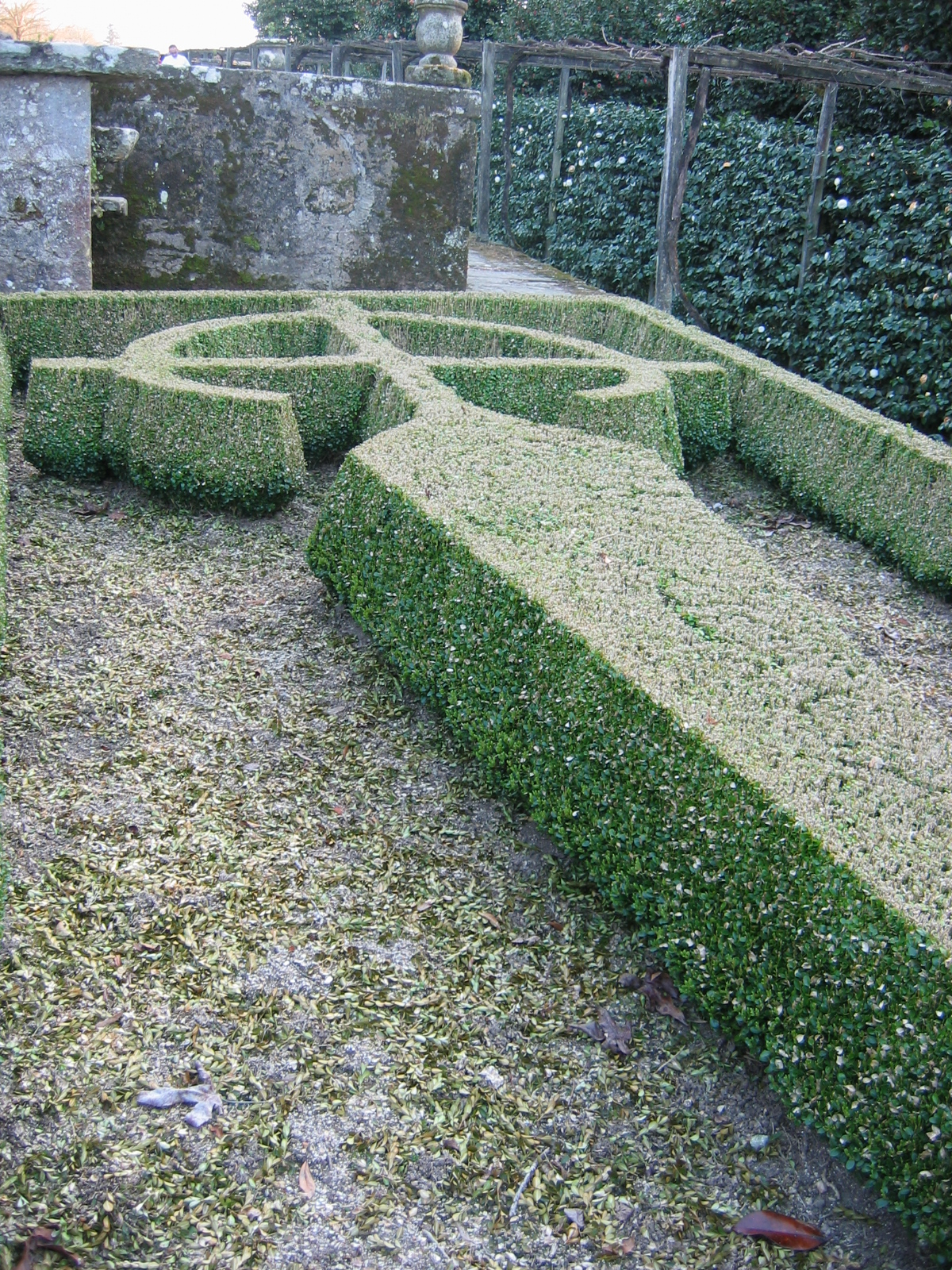
Seto recortado en forma de cruz de Santiago.